# Сонам Чукі
Сонам Чукі (англ. Sonam Chuki; народилась 7 квітня 1963) — колишній бутанський стрілець з лука, яка представляла Бутан у міжнародному масштабі.
Чукі, разом з Карма Ходен та Ринзі Лхам, змагалась за Бутан на Літніх Олімпійських іграх 1984 року, що відбулися в Лос-Анджелесі в індивідуальному турнірі, де закінчила змагання на 43-у місці.